# Stazione di Hashimoto (Kanagawa)
La stazione di Hashimoto (橋本駅?, Hashimoto-eki) è una stazione ferroviaria di interscambio situata nel quartiere di Midori-ku della città giapponese di Sagamihara, nella prefettura di Kanagawa. La stazione è attraversata dalle linee Yokohama e Sagami della JR East e dalla linea Keiō Sagamihara della Keiō Corporation. In futuro, presso la stazione, verrà realizzata anche una fermata del Chūō Shinkansen, il treno a levitazione magnetica in costruzione in Giappone.

## Linee
East Japan Railway Company
■ Linea Yokohama
■ Linea Sagami
 Keiō Corporation
● Linea Keiō Sagamihara

## Struttura

### Stazione JR
La stazione JR è realizzata in superficie con due marciapiedi a isola centrale e uno laterale, serventi cinque binari totali, di due usati per la linea Yokohama e gli altri tre per quest'ultima e la linea Sagami. Il fabbricato viaggiatori è sospeso sopra i binari, ed è completamente accessibile grazie ad ascensori e scale mobili. Nella stazione si trovano anche alcuni convenience store, diversi bar e un piccolo centro commerciale.
| 1-2 | ■ Linea Yokohama |  | per Sagamihara, Machida, Shin-Yokohama, Higashi-Kanagawa, Yokohama e Isogo |
| 3   | ■ Linea Yokohama |  | per Aihara e Hachiōji                                                      |
| 4   | ■ Linea Sagami   |  | per Ebina e Chigasaki                                                      |
| 5   | ■ Linea Sagami   |  | per Ebina e Chigasaki                                                      |
| 5   | ■ Linea Yokohama |  | per Aihara e Hachiōji (diretti da Chigasaki)                               |

### Stazione Keiō

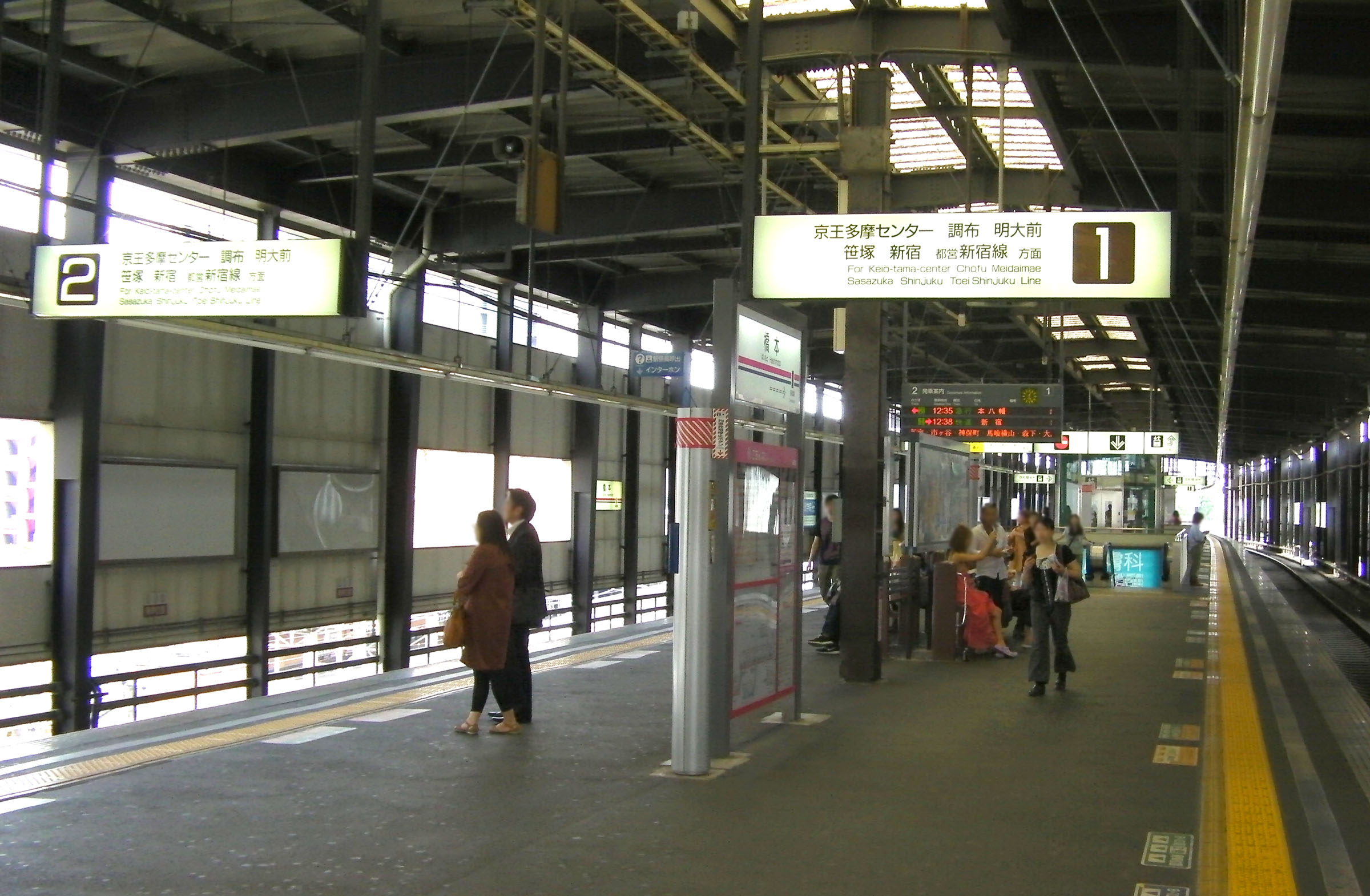
Binari della linea Keio

La stazione Keiō ospita due binari su viadotto con un marciapiede centrale, e rappresenta il termine della linea Sagamihara.
| 1-2 | ● Linea Keiō Sagamihara |  | per Tama Center, Chōfu, Meidaimae, Sasazuka e linea Shinjuku |

## Stazioni adiacenti
| «                     | Servizio                         | »                |
| Linea Yokohama        | Linea Yokohama                   | Linea Yokohama   |
| --------------------- | -------------------------------- | ---------------- |
| Sagamihara            | Locale Rapido                    | Aihara           |
| Linea Sagami          |                                  |                  |
| (Aihara)              | Locale Rapido                    | Minami-Hashimoto |
| Linea Keiō Sagamihara |                                  |                  |
| Minami-Ōzawa          | Locale Rapido Espresso sezionale | Capolinea        |
| Tama-Sakai            | Espresso Espresso Limitato       | Capolinea        |